# Лезб (митологија)
Лезб је у грчкој митологији био епонимни херој острва Лезб, по коме је и добило назив. 

## Митологија
Када је Лезб, Лапитов син и Еолов унук, дошао на острво, владар тог острва, Макареј, дао му је руку своје кћери Метимне и тако успоставио савез између Јонаца и Тесалаца. Он је наследио свог таста и владао над острвом које је добило назив по њему.